# NGC 6808
NGC 6808 est une vaste galaxie spirale située dans la constellation du Paon. Sa vitesse par rapport au fond diffus cosmologique est de 3 405 ± 21 km/s, ce qui correspond à une distance de Hubble de 50,2 ± 3,5 Mpc (∼164 millions d'al). NGC 6788 a été découverte par l'astronome britannique John Herschel en 1835.
La classe de luminosité de NGC 6808 est I-II et elle présente une large raie HI. NGC 6808 émet dans l'infrarouge. Sa luminosité dans l'infrarouge lointain (de 40 à 400 µm) est égale à 50,1 × 109 {\displaystyle L_{\odot }} (1010,70{\displaystyle L_{\odot }}) et sa luminosité totale dans l'infrarouge (de 8 à 1 000 µm) est de 67,6 × 109 {\displaystyle L_{\odot }} (1010,83{\displaystyle L_{\odot }})

## Supernova
La supernova 2014bx a été découverte dans NGC 6808 le 20 juillet 2014 par l'astronome amateur néo-zélandais Stu Parker. Cette supernova était de type Ia.